# غیبندها-۲
غیبندها-۲ (به لاتین: Gaibandha-2) یک منطقهٔ مسکونی در بنگلادش است که در ناحیه گایبنده واقع شده‌است.